# Svarthavet (naturreservat)
Svarthavet är ett naturreservat i Arvika kommun i Värmlands län.
Området är naturskyddat sedan 2009 och är 88 hektar stort. Reservatet består av grandominerade skogsområden med dalgångar där det finns bäckar, våtmarker och sumpskogar. 